# ピーナッツバターサンドウィッチ
『ピーナッツバターサンドウィッチ』は、漫画家・イラストレーターのミツコによる日本の漫画作品。2017年11月27日から女性ファッション誌「with」（講談社）の公式サイトである「with online」で配信連載中。「with」の読者アンケートを元に、謎の政府機関「ピーナッツバターサンドウィッチーズ」とともに婚活に奮闘する20代の女性4名の姿を描く。
メディアミックスとして、2020年4月に矢作穂香と伊藤健太郎のダブル主演でテレビドラマ化。

## 登場人物
椿
政府より委託された機関「ピーナッツバターサンドウィッチーズ（以下 PBS）」の新人研究員。
真面目な性格で機関の存在意義などに疑問を呈するものの、実は慌てん坊で恋愛未経験。研究員で唯一の潜入捜査を行う。
小林
PBSの研究員でブレーン的存在。
いわゆる「理系男子」で成績は至って優秀だが、そもそも人間というものに興味を抱いていない。
権田所長
PBS所長。
PBSの成り立ちを知っている唯一の人物。上層部とも繋がりがあるとの噂がある。
片桐沙代
29歳のIT企業勤務のバリキャリ。
性格は勝ち気でリーダーシップの強い姉御肌な一方で自信過剰で喜怒哀楽が激しい。幼い頃から学業、スポーツ共に優秀で努力次第ではどんなものでも手に入ると思っている。過去の不倫経験から「普通」の男性との交際を求めているが、その普通が高いことに気付いていない。
口癖は「普通が(で)いい」。
森本美晴
29歳の看護師。
長年付き合っている彼氏・涼太となかなか結婚話が出ないことに不安を感じ、マッチングアプリを始めて知り合った男性・時田と二股をかける。
口癖は「このままでいいのかな？」
山下美和
29歳の信用金庫職員。
学生時代太っていた事が原因でイジメにあっていた経験から、自分に自信がない上に自己管理が弱く、すぐに異性に身体を貸してしまう癖がある。レオという名の猫を飼っている。
口癖は「喜んでくれるかな」
松岡茜
29歳の社長秘書。
誰もが羨む美貌の持ち主で、プライドもエベレスト級に高い為に恋愛は長続きしない。地方の貧しい父子家庭で育ち、母親が男と駆け落ちした過去から玉の輿を狙っている。ひょんな事から中学時代の同級生・五十嵐と出会う。
口癖は「退屈なのよね」

## 書誌情報
- ミツコ 『ピーナッツバターサンドウィッチ』、 講談社〈KC KISS〉、既刊3巻（2020年5月13日現在）
  1. 2020年3月23日発売[3]、ISBN 978-4-06-519621-2
  2. 2020年4月13日発売[4]、ISBN 978-4-06-519622-9
  3. 2020年5月13日発売[5]、ISBN 978-4-06-519623-6

## テレビドラマ
毎日放送「ドラマ特区」枠でドラマ化。同局では2020年4月3日から5月22日金曜 0時59分 - 1時29分（木曜深夜）に放送された。その他、関東の5いっしょ3ちゃんねる5局や他TBS系列局で放送。

### キャスト
- 椿（PBS新人研究員） - 矢作穂香
- 小林（PBSのブレーン） - 伊藤健太郎
- 権田所長（PBS所長） - 伊藤修子
- 片桐沙代（大手IT企業のバリキャリOL） - 堀田茜[7]
- 森本美晴（看護師・涼太と6年間同棲中） - 瀧本美織[7]
- 山下美和（信用金庫職員・いつもセフレ止まり） - 筧美和子[7]
- 松岡茜（社長秘書・玉の輿狙い） - Niki[7]
- 時田優斗（美晴がマッチングアプリで会う年下男子） - 奥野壮[8]
- 田中涼太（美晴の同棲相手） - 佐藤流司[8]
- 金子慎（美和の交際相手・本命の彼女持ち） - 吉田仁人（M!LK）[8]
- 青木晴空（沙代の会社の後輩） - 濱正悟[8]
- 五十嵐修（茜の取引先社員・実は茜の中学の同級生） - 濱尾ノリタカ[8]
- 津田健二（茜のデート相手） - 一ノ瀬竜[8]
- 笹山巧（沙代の会社の憧れの先輩） - 忍成修吾[8]

### スタッフ
- 原作 - ミツコ 『ピーナッツバターサンドウィッチ』（「with online」（講談社）配信連載中）
- 総監修 - スミス
- 監督 - 椿本慶次郎、山岸一行
- 脚本 - 伊達さん、下田悠子
- プロデュース - 櫻井雄一
- チーフプロデューサー 丸山博雄
- 主題歌 - ビッケブランカ 「Shekebon!」（avex trax）[9]
- エンディングテーマ - 植田真梨恵 「I JUST WANNA BE A STAR」（GIZA studio）[10]
- 制作 - ソケット
- 製作 - 毎日放送、『ピーナッツバターサンドウィッチ』製作委員会

### 放送日程
| 話数   | 放送日   | 放送日  | 脚本              | 監督       |
| 話数   | 毎日放送 | tvk     | 脚本              | 監督       |
| ------ | -------- | ------- | ----------------- | ---------- |
| 第1話  | 4月03日  | 4月02日 | 伊達さん 下田悠子 | 椿本慶次郎 |
| 第2話  | 4月10日  | 4月09日 | 伊達さん 下田悠子 | 椿本慶次郎 |
| 第3話  | 4月17日  | 4月16日 | 伊達さん 下田悠子 | 椿本慶次郎 |
| 第4話  | 4月24日  | 4月23日 | 伊達さん 下田悠子 | 椿本慶次郎 |
| 第5話  | 5月01日  | 4月30日 | 伊達さん          | 山岸一行   |
| 第6話  | 5月08日  | 5月07日 | 伊達さん          | 山岸一行   |
| 第7話  | 5月15日  | 5月14日 | 伊達さん          | 椿本慶次郎 |
| 最終話 | 5月22日  | 5月21日 | 伊達さん          | 椿本慶次郎 |

### 放送局
| 放送期間                | 放送時間                      | 放送局       | 対象地域   | 備考          |
| ----------------------- | ----------------------------- | ------------ | ---------- | ------------- |
| 2020年4月2日 - 5月21日  | 木曜 23:00 - 23:30            | テレビ神奈川 | 神奈川県   | 1時間59分先行 |
| 2020年4月3日 - 5月22日  | 金曜 0:59 - 1:29（木曜深夜）  | 毎日放送     | 近畿広域圏 | 製作局        |
| 2020年4月4日 - 5月23日  | 土曜 0:00 - 0:30（金曜深夜）  | 千葉テレビ   | 千葉県     |               |
| 2020年4月9日 - 5月28日  | 木曜 0:00 - 0:30 （水曜深夜） | テレビ埼玉   | 埼玉県     |               |
|                         | 木曜 22:25 - 22:55            | とちぎテレビ | 栃木県     |               |
|                         | 木曜 23:30 - 翌 0:00          | 群馬テレビ   | 群馬県     |               |
| 2020年4月17日 - 6月26日 | 金曜 10:50 - 11:20            | 大分放送     | 大分県     |               |

### インターネット配信
最新話配信はMBSテレビ放送日基準のため、2020年5月28日に終了。
| 配信元            | 配信対象 | 備考     |
| ----------------- | -------- | -------- |
| TELASA            | 過去分   | 有料配信 |
| J:COMオンデマンド | 過去分   | 有料配信 |

| 毎日放送 ドラマ特区 | 毎日放送 ドラマ特区            | 毎日放送 ドラマ特区                             |
| 前番組              | 番組名                         | 次番組                                          |
| ------------------- | ------------------------------ | ----------------------------------------------- |
| ホームルーム        | ピーナッツバターサンドウィッチ | 文学処女 【過去の「ドラマイズム」作品の再放送】 |